# Liz Smith (Schauspielerin)
Liz Smith, MBE (* 11. Dezember 1921 in Scunthorpe, Lincolnshire; † 24. Dezember 2016 gebürtig Betty Gleadle) war eine britische Schauspielerin.

## Leben
Smith wuchs bei ihrer Großmutter auf. Ihre Mutter starb, als sie zwei Jahre alt war, und ihr Vater verließ kurz darauf die Familie. Während des Zweiten Weltkrieges war sie bei den Wrens, der weiblichen Sparte der Royal Navy, beschäftigt. 1945 heiratete sie Jack Thomas, den sie während eines Aufenthaltes in Indien kennengelernt hatte. Aus dieser Ehe stammen zwei Kinder. Da sie sich 1959 wieder von Thomas trennte, zog sie die Kinder alleine auf. Liz Smith starb an Heiligabend 2016 im Alter von 95 Jahren.

## Karriere
Liz Smith begann ihre Karriere erst im Alter von 50 Jahren mit ihrer Rolle in Play for Today (1971). Beim Casting für die von Mike Leigh produzierte Dramaserie überzeugte diesen ihre Darstellung, obwohl sie keine professionelle ausgebildete Schauspielerin war. Die Rolle einer hoffnungslosen Mutter mittleren Alters in dieser Serie brachte ihr den Durchbruch. In den folgenden 40 Jahren hatte die Charakterdarstellerin Auftritte in vielen britischen Fernsehserien wie unter anderem Emmerdale, Last of the Summer Wine und Die Füchse. Liz Smith hatte wiederkehrende Rollen in Fernsehserien wie I Didn't Know You Cared, 2point4 Children, The Royle Family, The Vicar of Dibley und Lark Rise to Candleford. Für ihre Darstellung im Film A Private Function (1984) erhielt sie einen British Film Academy Award in der Kategorie Beste Nebendarstellerin. In den 1990er Jahren war Smith in Serien wie Die Abenteuer des jungen Indiana Jones und BBC-Produktionen wie Lovejoy zu sehen. Meist war sie auf die Darstellung exzentrischer oder schrulliger älterer Damen festgelegt, oftmals Großmütter, Tanten oder Nachbarinnen.
Liz Smith hatte kleinere Nebenrollen in den Pink-Panther-Filmen Inspektor Clouseau, der „beste“ Mann bei Interpol, Der Fluch des rosaroten Panthers und Der Sohn des rosaroten Panthers. Im Laufe ihrer Karriere wirkte Liz Smith auch in diversen Charles-Dickens-Verfilmungen mit, unter anderem von Klein Dorrit, David Copperfield, Oliver Twist und Eine Weihnachtsgeschichte. An der Seite von George C. Scott in Charles Dickens’ Weihnachtsgeschichte (1984) sowie von Patrick Stewart in A Christmas Carol – Die Nacht vor Weihnachten (1999) spielte Smith jeweils die Rolle der Mrs. Dilber, die schlecht bezahlte Putzfrau von Scrooge. 2005 trat sie in Oliver Twist unter Regie von Roman Polański auf. Im selben Jahr spielte sie auch als Großmutter in der  Literaturverfilmung Charlie und die Schokoladenfabrik von Tim Burton sowie als nervige Kirchgängerin in der schwarzen Komödie Mord im Pfarrhaus. 2006 folgte ein Cameo-Auftritt in Kenneth Branaghs The Magic Flute.
Bis ins hohe Alter blieb Liz Smith im Schauspielgeschäft tätig. 2007 gewann Smith für ihre Darstellung in The Royle Family den jährlich vergebenen British Comedy Award; 2013 spielte sie ihre letzte Rolle in zwei Folgen der Krimiserie The Tunnel – Mord kennt keine Grenzen. 2009 wurde sie für ihre Verdienste um die Schauspielerei in den Order of the British Empire aufgenommen.

## Filmografie (Auswahl)
- 1970: Leo, der Letzte (Leo the Last)
- 1972: Freudlose Anblicke (Bleak Moments)
- 1973–1980: Play for Today (Fernsehserie, 7 Folgen)
- 1974: Bedtime Stories (Fernsehserie, 1 Folge)
- 1974: Seven Faces of Women (Fernsehserie, 1 Folge)
- 1974: South Riding (Fernsehserie, 2 Folgen)
- 1974: David Copperfield (Fernseh-Miniserie, 3 Folgen)
- 1974–1976: Crown Court (Fernsehserie, 3 Folgen)
- 1975: It's a lovely Day Tomorrow
- 1975–1979: I Didn’t Know You Cared (Fernsehserie, 27 Folgen)
- 1976: Inspektor Clouseau, der „beste“ Mann bei Interpol (The Pink Panther Strikes Again)
- 1976: The Hunchback of Notre Dame (Fernsehfilm)
- 1976: It Shouldn't Happen to a Vet
- 1977: The Stick Up
- 1977: Nicholas Nickleby (Fernseh-Miniserie, 2 Folgen)
- 1977: Die Duellisten (The Duellists)
- 1977: Das Hotel in der Duke Street (The Duchess of Duke Street, Fernsehserie, 2 Folgen)
- 1978: Within these Walls (Fernsehserie, 2 Folgen)
- 1979: Das Geheimnis der Agatha Christie (Agatha)
- 1980: Bernie (Fernsehserie, 1 Folge)
- 1980: Madhouse
- 1980: Sir Henry at Rawlinson End
- 1980/1982: In Loving Memory (Fernsehserie, 2 Folgen)
- 1981: Monster Club
- 1981: Die Frau des französischen Leutnants (The French Lieutenant’s Woman)
- 1982: Give us this Day
- 1982: Britannia Hospital
- 1982: Crystal Gazing
- 1982: Russian Night...1941 (Fernsehfilm)
- 1983: Detektei Blunt (Agatha Christie’s Partners in Crime, Fernsehserie, 1 Folge)
- 1983: Getrennte Tische (Separate Tables; Fernsehfilm)
- 1983: Fanny Hill
- 1983: Der Fluch des rosaroten Panthers (Curse of the Pink Panther)
- 1983–1984: Now and Then (Fernsehserie, 13 Folgen)
- 1984: One by One (Fernsehserie, 9 Folgen)
- 1984: Magere Zeiten – Der Film mit dem Schwein (A Private Function)
- 1984: Charles Dickens’ Weihnachtsgeschichte (A Christmas Carol)
- 1984–2002: The Bill (Fernsehserie, 5 Folgen)
- 1985: Mann’s Best Friends (Fernsehserie, 4 Folgen)
- 1986: Harem (Fernsehfilm)
- 1986: The Live and Loves of a She-Devil (Fernsehserie, 3 Folgen)
- 1987: Klein Dorrit (Little Dorit)
- 1987: Imaginary Friends (Fernsehserie, 3 Folgen)
- 1987–1989: Valentine Park (Fernsehserie, 7 Folgen)
- 1989: We Think the World of You
- 1989: Singende Kumpel haben’s schwer (Bert Rigby, You’re A Fool)
- 1989: Der Koch, der Dieb, seine Frau und ihr Liebhaber (The Cook, the Thief, His Wife & Her Lover)
- 1991–1996: 2point4 Children (Fernsehserie, 12 Folgen)
- 1992: Dakota Road
- 1992: Die Abenteuer des jungen Indiana Jones (Fernsehserie, 1 Folge)
- 1993: Cluedo (Fernsehserie, 6 Folgen)
- 1993: Der Sohn des rosaroten Panthers (Son of the Pink Panther)
- 1993: Piccolo grande amore
- 1994–1996: The Vicar of Dibley (Fernsehserie, 7 Folgen)
- 1995: Haunted – Haus der Geister (Haunted)
- 1996: Lügen und Geheimnisse (Secrets & Lies)
- 1996–1999: Die magische Münze (The Queen’s Nose; Fernsehserie, 7 Folgen)
- 1998: Hering auf der Hose (The Revenger’s Comedies)
- 1998–2006: The Royle Family (Fernsehserie, 2 Folgen)
- 1999: Alice im Wunderland (Alice in Wonderland; Fernsehfilm)
- 1999: A Christmas Carol – Die Nacht vor Weihnachten (A Christmas Carol)
- 2000: A Christmas Carol (Fernsehfilm)
- 2001: The Life and Adventures of Nicholas Nickleby (Fernsehfilm)
- 2003: Between the Sheets (Fernsehserie, 7 Folgen)
- 2004: Nero – Die dunkle Seite der Macht (Fernsehfilm)
- 2005: Charlie und die Schokoladenfabrik (Charlie and the Chocolate Factory)
- 2005: Mord im Pfarrhaus (Keeping Mum)
- 2005: Wallace & Gromit – Auf der Jagd nach dem Riesenkaninchen (Wallace & Gromit: The Curse of the Were-Rabbit; Stimme)
- 2006: The Magic Flute
- 2008: City of Ember
- 2008: Lark Rise to Candleford (Fernsehserie, 10 Folgen)
- 2009: The Antiques Rogue Show (Fernsehfilm)
- 2013: The Tunnel – Mord kennt keine Grenzen (Fernsehserie, 2 Folgen)